# Серпокрилець-вилохвіст малий
Серпокрилець-вилохвіст малий (Panyptila cayennensis) — вид серпокрильцеподібних птахів родини серпокрильцевих (Apodidae). Мешкає в Центральній і Південній Америці.

## Опис
Довжина птаха становить 12,7-13 см, вага 18 г. Птах має довгі вузькі крила і довгий хвіст, роздвоєний на кінці, який зазвичає тримає стиснутим. Малий серпокрилець-вилохвіст здебільшого чорний, його горло і верхня частина грудей білі, на боках біля плями. Виду не притаманний статевий диморфізм.

## Поширення і екологія
Малий серпокрилець-вилохвіст мешкає на південному сході і півдні Мексики, на півночі і сході Центральної Америки і на півночі Південної Америки. Птах живе в тропічних і субтропічних лісах, на галявинах, у відкритих лісових масивах на висоті до 1500 м над рівнем моря.

## Раціон
Малий серпокрилець-вилохвіст харчується комахами, яких ловить на льоту, здебільшого крилатими мурахами. Цей вид птахів менш схильний утворювати великі зграї, ніж інші види серпокрильців; зазвичай він трапляється поодинці або парами. Птахи цього виду часто лосвлять здобич на більший висоті, ніж інші комахоїдні птахи, хоча деякі види птахів, такі як рудошиї свіфти, ловлять здобич ще вище.

## Розмноження
Гніздо трубкоподібне, більш широке нагорі, з входом внизу і камерою для насиджування нагорі.. Воно робиться з рослинного матеріалу і прикріплюється до гілок або інших вертикальних поверхонь (в такому випадку гніздо прикріплюється до стовбура або стіни по всій довжині). В кладці 2-3 яйця білого кольору. Насиджують яйця як самка, так і самець.